# Dorothea Göhrs
Dorothea Göhrs, verheiratete Dorothea Kasten-Göhrs (28. März 1869 in Hannover – nach 1899) war eine deutsche Theaterschauspielerin und Opernsängerin (Sopran).

## Leben
Sie erhielt ihre Ausbildung bei H. Danielsohn und Franz von Milde und wurde 1887 am Leipziger Stadttheater engagiert, wo sie bis 1895 wirkte. Hierauf kam sie ans Zentraltheater nach Berlin (1896 bis 1898), trat sodann in den Verband des Thaliatheaters in Hamburg, wo sie ein Jahr verblieb, um wieder nach Leipzig zurückzukehren, wo sie ihr bleibendes Domizil aufschlug. Göhrs wirkte als Soubrette im Schauspiel und in der Oper, und es gehörten „Papagena“, „Marie“ (Zar und Zimmermann), „Puck“, „der Hirt“ in Thannhäuser, „Nandl“ in Versprechen hinter dem Herd etc. zu ihren beliebtesten Partien.
Nach ihrer Heirat 1899 mit dem Kaufmann Paul Kasten wirkte sie noch in einigen Gastspiele am Opernhaus von Leipzig, zog sich aber bald ins Privatleben zurück.
Ihr Lebensweg nach 1899 ist unbekannt.